# 1957-es cannes-i filmfesztivál
A 10. Cannes-i Nemzetközi Filmfesztivál 1957. május 2. és 17. között került megrendezésre, André Maurois francia író elnökletével. A versenyben 31 nagyjátékfilmet és 29 rövidfilmet tűztek műsorra, továbbá egy játékfilmet vetítettek versenyen kívül.
A fesztivál fődíját egy erősen vitatott film nyerte. Kritikusai szerint William Wyler Szemben az erőszakkal című alkotása túlságosan populáris, túlságosan hagyományos, a forgatókönyv pedig a mccarthyzmus miatt nem hiteles. A zsűrit ért politikai indíttatású bírálatokkal kapcsolatban mondta Jean Cocteau tiszteletbeli elnök: „Díjazzon egy amerikait, eladja magát Amerikának. Díjazzon egy oroszt, kommunista lesz.”.
Ezen a fesztiválon volt először élesen érezhető két filmes koncepció szembenállása. Az egyik oldalon az akadémisták foglaltak helyet, akik közül öten is helyet kaptak a zsűriben, Cocteau-val az élen, immár harmadik alkalommal. Ők egy nagyon klasszikus westernt részesítettek előnyben, a másik oldalon pedig új szelek hatása volt érezhető, mely olyan markáns, új hangvételű témákat választó, és a sajtó által is erősen támogatott filmeket részesített előnyben, mint Robert Bresson alkotása. Mindenesetre az 1957. évi seregszemlén jó néhány, ma már klasszikusnak számító film versenyzett, ízelítőt adva a majdani 60-as évek európai filmjeiből. Ez Fellini, Bergman és Vajda felemelkedésének kezdete…
A színészekre sem lehetett panasz: a francia Jeanne Moreau az aktuális sztárjelölt. Giulietta Masina kapta a legjobb női alakítás díját (Cabiria éjszakái), a 19 éves osztrák Romy Schneider ekkor tűnik ki a máig vele azonosított Sissi alakjában, Liz Taylor pedig producer férje, Mike Todd versenyen kívül indított filmjében (80 nap alatt a föld körül) tündökölt. Látható volt még Bibi Andersson és Max von Sydow A hetedik pecsétben, Gary Cooper és Anthony Perkins a Szemben az erőszakkal című filmdrámában, Fred Astaire és Audrey Hepburn a Mókás arc című zenés vígjátékban, amelynek zenéjét részben George Gershwin szerezte.
A magyar filmes szakmát Keleti Márton Két vallomás című alkotása képviselte, Törőcsik Mari, Őze Lajos és Krencsey Marianne főszereplésével. Kollányi Ágoston immár negyedik egymást követő évben vehetett részt a fesztiválon; Bölcsők című színes természetfilmjét a Kép- és Hangtechnikai Főbizottság elismerésre méltónak tartotta. A kisfilmes mezőnyben mutatták be a magyar származású John Halas, A mozi története című szatirikus rajzfilmjét.
Ez a fesztivál sem telhetett el politikai botrány nélkül: a Kínai Népköztársaság a rendezvényről való távolmaradásával tüntetett, mert a meghívottak között ott szerepelt Tajvan is.

## Zsűri
Elnök: André Maurois, író –  Franciaország
Tiszteletbeli elnök: Jean Cocteau, költő, filmrendező –  Franciaország

### Versenyprogram
- Dolores Del Rio, színésznő –  Mexikó
- George Stevens, filmrendező –  Amerikai Egyesült Államok
- Georges Huisman, történész –  Franciaország
- Jules Romains, író –  Franciaország
- Marcel Pagnol, író –  Franciaország
- Maurice Genevoix, író –  Franciaország
- Maurice Lehmann, filmrendező –  Franciaország
- Michael Powell, filmrendező –  Egyesült Királyság
- Vladimír Vlcek, filmrendező –  Csehszlovákia

### Rövidfilmek
- Albert Lamorisse, filmrendező –  Franciaország
- Alberto Lattuada, filmrendező –  Olaszország
- Claude Aveline, író –  Franciaország
- Jean Vivie, a szakszervezet hivatalos képviselője –  Franciaország
- Roman Karmen, filmrendező –  Szovjetunió

## Nagyjátékfilmek versenye
- Betrogen bis zum jüngsten Tag – rendező: Kurt Jung-Alsen
- Celui qui doit mourir (Akinek meg kell halnia)[3] – rendező: Jules Dassin
- Det Sjunde inseglet (A hetedik pecsét) – rendező: Ingmar Bergman
- Dolina miru – rendező: France Stiglić
- Don Quijote – rendező: Grigorij Kozincev
- Elokuu – rendező: Matti Kassila
- Faustina – rendező: José Luis Sáenz de Heredia
- Friendly Persuasion (Szemben az erőszakkal) – rendező: William Wyler
- Mókás arc (Funny Face) – rendező: Stanley Donen
- Gotoma the Buddha – rendező: Rajbans Khanna
- Guendalina – rendező: Alberto Lattuada
- High Tide at Noon – rendező: Philip Leacock
- Ila Ayn – rendező: Georges Nasser
- Kanal (Csatorna) – rendező: Andrzej Wajda
- Két vallomás – rendező: Keleti Márton
- Kome – rendező: Imai Tadasi
- La casa del ángel – rendező: Leopoldo Torre Nilsson
- Le notti di Cabiria (Cabiria éjszakái) – rendező: Federico Fellini
- Moara cu noroc (Moara cu noroc) – rendező: Victor Iliu
- Qivitoq (Megtört a jég) – rendező: Erik Balling
- Rekava (Rekava) – rendező: Lester James Peries
- Rose Bernd (Rose Bernd) – rendező: Wolfgang Staudte
- Same Jakki – rendező: Per Host
- Siroi sanmjaku – rendező: Imamura Szadao
- Sissi – Die junge Kaiserin (Sissi) – rendező: Ernst Marischka
- Szemja – rendező: Zahari Zsandov
- Szorok pervij (A negyvenegyedik) – rendező: Grigorij Csuhraj
- The Bachelor Party (Legénybúcsú) – rendező: Delbert Mann
- Un condamné à mort s'est échappé ou le vent souffle où il veut (Egy halálraítélt megszökött) – rendező: Robert Bresson
- Yangtse Incident: The Story of H.M.S. Amethyst – rendező: Michael Anderson
- Ztracenci (Ztracenci) – rendező: Milos Makovec

## Nagyjátékfilmek versenyen kívül
- Around the World in Eighty Days (80 nap alatt a föld körül I-II.)[3] – rendező: Michael Anderson

## Rövidfilmek versenye
- Altitude 7.546 – rendező: I. Grek
- Bölcsők – rendező: Kollányi Ágoston
- Capitale de l’or – rendező: Colin Low, Wolf Koenig
- Diario uruguayo – rendező: Eugenio Hintz
- Die grosse Wanderung – rendező: Walter Suchner
- Een leger van gehouwen steen – rendező: Theo van Noman
- Gast auf Erden – rendező: Karl dr. Stanzl
- History of the Cinema (A mozi története)[3] – rendező: John Halas
- Il sogno dei gonzaga – rendező: Antonio Petrucci
- Jabulani Africa – rendező: Jok Uys, Jamie Uys
- Koncert na ekranie slask – rendező: Witold Lesiewicz
- La carnaval de Québec – rendező: Jean P. Palardy
- La mariée portait des perles – rendező: Kurt Baum, Errol Hinds
- Let nad mocvarom – rendező: Aleksandar Petrovic
- Magic of the Mountains – rendező: N. Bhavnani
- Michel de Ghelderode – rendező: Luc de Meusch
- Nessebar – rendező: Stephane Topaldjikov
- Niok – rendező: Edmond Sechan
- Oszotniki juzsnih morej – rendező: S. Kogan
- Paraplicko – rendező: Bretislav Pojar
- Rembrand Schiller van de Mens – rendező: Bert Haanstra
- San Antonia de la Florida – rendező: Santoz Nunez
- Scurta istorie (Scurta istorie)– rendező: Ion Popesco Gopo
- Szoszeidzsi gakkiu – rendező: Hani Szuszumi
- Splintret emaille – rendező: Johan Jacobsen
- Toute la mémoire du monde (A világ emlékezete) – rendező: Alain Resnais
- Vacances tunisiennes – rendező: René Vautier
- Western Symphony – rendező: Thomas L. Rowe
- Wiesensommer – rendező: Heinz Sielmann

## Díjak

### Nagyjátékfilmek
- Arany Pálma: Friendly Persuasion (Szemben az erőszakkal)[3] – rendező: William Wyler
- A zsűri különdíja:
  - Det Sjunde inseglet (A hetedik pecsét) – rendező: Ingmar Bergman
  - Kanal (Csatorna) – rendező: Andrzej Wajda
- Különdíj: Szorok pervij (A negyvenegyedik) – rendező: Grigorij Csuhraj
- Legjobb rendezés díja: Un condamné à mort s'est échappé ou le vent souffle où il veut (Egy halálraítélt megszökött) – rendező: Robert Bresson
- Legjobb női alakítás díja: Giulietta Masina – Le notti di Cabiria (Cabiria éjszakái)
- Legjobb férfi alakítás díja: John Kitzmiller – Dolina Miru
- Regényes dokumentumfilm díja:
  - Siroi sanmjaku – rendező: Imamura Szadao
  - Qivitoq (Megtört a jég) – rendező: Erik Balling
- Kivételes dicséret: Gotoma the Buddha – rendező: Rajbans Khanna
- Technikai nagydíj: The Bachelor Party (Legénybúcsú) – rendező: Delbert Mann
- OCIC-díj – külön dicséret:
  - Celui qui doit mourir (Akinek meg kell halnia) – rendező: Jules Dassin
  - Le notti di Cabiria (Cabiria éjszakái) – rendező: Federico Fellini

### Rövidfilmek
- Arany Pálma (rövidfilm): Scurta istorie (Scurta istorie) – rendezte: Ion Popesco Gopo
- Dokumentumfilm díja (rövidfilm): Capitale de l’or – rendező: Colin Low
- Természetfilm díja (rövidfilm): Wiesensommer – rendező: Rodolphe Marconi
- Külön dicséret (rövidfilm): Oshotniki iujnikh morey – rendező: Rajbans Khanna
- Technikai nagydíj:
  - Bölcsők – rendezte: Kollányi Ágoston
  - Toute la mémoire du monde (A világ emlékezete) – rendezte: Alain Resnais
  - Wiesensommer – rendezte: Heinz Sielmann